# 확률 과정
확률론에서 확률 과정(確率過程, 영어: stochastic process)은 시간의 진행에 대해 확률적인 변화를 가지는 구조를 의미한다.

## 정의
확률 과정의 개념은 일련의 확률 변수들의 족으로, 또는 함수 값의 확률 변수로 정의될 수 있으며, 이 두 정의는 서로 동치이다. (이 두 정의의 동치는 집합의 범주가 데카르트 닫힌 범주이기 때문이다.)

### 확률 변수의 족을 통한 정의
확률 과정은 다음과 같은 데이터로 주어진다.
- 확률 공간 {\displaystyle \Omega }
- 집합 {\displaystyle T}. 이를 지표 집합(指標集合, 영어: index set)이라고 한다.
- 가측 공간 {\displaystyle S}. 이를 표본 공간(標本空間, 영어: sample space)이라고 한다.
- 함수 {\displaystyle T\times \Omega \to S}, {\displaystyle (t,\omega )\mapsto X_{t}(\omega )}. 또한, 각 {\displaystyle t\in T}에 대하여, {\displaystyle X_{t}}는 가측 함수이다. 즉, {\displaystyle X_{t}}는 확률 변수이다.

만약 모든 {\displaystyle t\in T}에 대하여 {\displaystyle X_{t}}가 같은 확률 분포를 갖는다면, 확률 과정을 정상 과정(正常過程, 영어: stationary process)이라고 한다.

### 함수 값의 확률 변수로서의 정의
다음이 주어졌다고 하자.
- 집합 {\displaystyle T}. 이를 지표 집합(指標集合, 영어: index set)이라고 한다.
- 가측 공간 {\displaystyle S}. 이를 표본 공간(標本空間, 영어: sample space)이라고 한다.

그렇다면, {\displaystyle T}를 정의역으로, {\displaystyle S}를 공역으로 하는 모든 함수들의 집합
{\displaystyle S^{T}}
을 생각하자. 여기에 다음과 같은 부분 집합 {\displaystyle {\mathcal {G}}\subseteq \operatorname {Pow} (S^{T})}를 생각하자.
{\displaystyle A\in {\mathcal {G}}\iff \forall t\in T\colon \{f(t)\colon f\in F\}\in {\mathcal {F}}}
이제, {\displaystyle S^{T}}에 {\displaystyle {\mathcal {G}}}로 생성되는 시그마 대수 {\displaystyle \sigma ({\mathcal {G}})}를 부여하면, 이는 가측 공간을 이룬다.
확률 공간 {\displaystyle \Omega } 위의, 지표 집합 {\displaystyle T}의, 표본 공간 {\displaystyle S}에 대한 확률 과정은 {\displaystyle S^{T}} 값의 확률 변수 {\displaystyle X\colon \Omega \to S^{T}}이다.

### 동치 관계
확률 과정에 대하여, 확률 동치(確率同値,, 영어: stochastic equivalence)와 구별 불가능(區別不可能, 영어: indistinguishability)이라는 두 동치 관계가 존재한다. 전자는 후자보다 더 거친 동치 관계이다. 즉, 서로 구별 불가능한 두 확률 과정은 서로 확률 동치이지만, 그 역은 일반적으로 성립하지 못한다.
같은 지표 집합 · 표본 공간 · 확률 공간을 갖는 두 확률 과정 {\displaystyle (X_{t}\colon \Omega \to S)_{t\in T}}, {\displaystyle (Y_{t}\colon \Omega \to S)_{t\in T}}이 다음 조건을 만족시킨다면, {\displaystyle X}와 {\displaystyle Y}가 서로 확률 동치(確率同値, 영어: stochastically equivalent)라고 한다.
- 임의의 {\displaystyle t\in T}에 대하여, {\displaystyle \Pr(X_{t}=Y_{t})=1}이다. 즉, {\displaystyle \{\omega \in \Omega \colon X_{t}(\omega )\neq Y_{t}(\omega )\}\subseteq \Omega \setminus N_{t}}이며 {\displaystyle \Pr(N_{t})=0}인 가측 집합 {\displaystyle N_{t}\subseteq \Omega }이 존재한다. {\displaystyle N_{t}}는 {\displaystyle t}에 의존할 수 있다.

같은 지표 집합 · 표본 공간 · 확률 공간을 갖는 두 확률 과정 {\displaystyle (X_{t}\colon \Omega \to S)_{t\in T}}, {\displaystyle (Y_{t}\colon \Omega \to S)_{t\in T}}이 다음 조건을 만족시킨다면, {\displaystyle X}와 {\displaystyle Y}가 서로 구별 불가능(區別不可能, 영어: indistinguishable)라고 한다.
- {\displaystyle \Pr(\forall t\in T\colon X_{t}=Y_{t})=1}이다. 즉, 임의의 {\displaystyle t\in T}에 대하여 {\displaystyle \{\omega \in \Omega \colon X_{t}(\omega )\neq Y_{t}(\omega )\}\subseteq \Omega \setminus N}이며 {\displaystyle \Pr(N)=0}인 가측 집합 {\displaystyle N\subseteq \Omega }이 존재하며, {\displaystyle N}은 {\displaystyle t}에 의존하지 않는다.

### 분해 가능 확률 과정
분해 가능 공간 {\displaystyle T}을 지표 공간으로, 보렐 가측 공간 {\displaystyle S}를 표본 공간으로 갖는 확률 과정 {\displaystyle (X_{t}\colon \Omega \to S)_{t\in T}}이 주어졌다고 하자. 만약 다음 조건들을 모두 만족시키는 데이터 {\displaystyle (U,\Omega _{0})}이 존재한다면, {\displaystyle (X_{t})_{t\in T}}를 분해 가능 확률 과정(영어: separable stochastic process)이라고 한다.
- {\displaystyle U\subseteq T}는 {\displaystyle T}의 조밀 집합이며, 가산 집합이다.
- 임의의 열린집합 {\displaystyle G\subseteq T}과 닫힌집합 {\displaystyle F\subseteq S}에 대하여, {\displaystyle \Pr((\forall t\in G\cap U\colon X_{t}\in F)\land (\exists t\in G\colon X_{t}\not \in F))=0}. 즉, 어떤 가측 집합 {\displaystyle \Omega _{0}\subseteq \Omega }에 대하여, {\displaystyle \Pr(\Omega _{0})=0}이며 {\displaystyle \textstyle \bigcap _{t\in G\cap U}X_{t}^{-1}(F)\setminus \bigcap _{t\in G}X_{t}^{-1}(F)\subseteq \Omega _{0}}이다.

다시 말해, 분해 가능 확률 과정의 경우, 그 성질이 가산 개의 확률 변수 {\displaystyle (X_{t})_{t\in U}}만으로부터 결정된다.
두브 정리(영어: Doob’s theorem)에 따르면, 임의의 {\displaystyle \mathbb {R} \to \mathbb {R} } 확률 과정은 어떤 분해 가능 확률 과정과 확률 동치이다. (이는 조지프 두브가 증명하였다.)

## 성질
확률 과정 {\displaystyle X\colon \Omega \to S^{T}}가 주어졌을 때, 이를 통하여 {\displaystyle \Omega } 위의 측도를 {\displaystyle S^{T}}로 밀어서 {\displaystyle S^{T}} 위의 확률 측도를 정의할 수 있다. 즉, 이는 구체적으로 다음과 같다.
{\displaystyle \Pr(A)=\Pr(\exists f\in A\colon \forall t\in T\colon f(t)=X_{t})\qquad \forall A\subseteq S^{T}}
이에 따라 함수 공간 {\displaystyle S^{T}}는 확률 공간을 이룬다. 이를 확률 과정 {\displaystyle X}의 법칙(法則, 영어: law)이라고 한다. (예를 들어, 위너 확률 과정의 법칙은 위너 공간의 확률 측도이다.)

### 콜모고로프 연속성 정리
다음이 주어졌다고 하자.
- 확률 공간 {\displaystyle \Omega }
- 완비 거리 공간 {\displaystyle (S,d)}
- 확률 과정 {\displaystyle (X_{t}\colon \Omega \to S)_{t\in [0,\infty )}}
- 양의 실수 {\displaystyle \alpha ,\beta ,K\in \mathbb {R} ^{+}}

또한, 다음이 성립한다고 하자.
{\displaystyle \mathbb {E} (d(X_{s},X_{t})^{\alpha })\leq K|s-t|^{1+\beta }\qquad \forall s,t\in [0,\infty )}
그렇다면, {\displaystyle X}와 확률 동치이며, 거의 확실하게 연속 함수인 확률 과정 {\displaystyle ({\tilde {X}}_{t}\colon \Omega \to S)_{t\in [0,\infty )}}이 존재한다. 이를 콜모고로프 연속성 정리라고 한다.

## 예
- 무작위 행보
- 브라운 운동
- 마르코프 연쇄

## 역사
1933년에 안드레이 콜모고로프가 확률론의 기초를 닦았다. 이후 이를 기반으로 1930년대에 콜모고로프와 조지프 두브 · 윌리엄 펠러(영어: William Feller) · 모리스 르네 프레셰 · 폴 피에르 레비(프랑스어: Paul Pierre Lévy) · 볼프강 되블린(독일어: Wolfgang Doeblin) · 하랄드 크라메르 등이 확률 과정의 이론을 전개하였다.
제2차 세계 대전으로 인하여 확률 과정 이론의 발달은 잠시 중단되었다. 특히, 되블린은 유대인이었으며, 프랑스에 망명하였으나 나치 독일이 프랑스를 침공하자 나치에 체포되기 직전 자살하였다.
전후 조지프 두브와 이토 기요시 · 가쿠타니 시즈오 등이 확률미적분학을 개발하였다.
1960년대 · 1970년대에는 알렉산드르 드미트리예비치 벤첼(러시아어: Александр Дмитриевич Вентцель) · 먼로 돈스커(영어: Monroe D. Donsker) · 스리니바사 바라단 등이 이 분야에 공헌하였다.

## 같이 보기
- 마르코프 연쇄
- 무작위장
- 무작위성
- 정상 과정
- 통계 모델
- 확률미적분학
- 확률적 앵무새